# Rio de San Trovaso

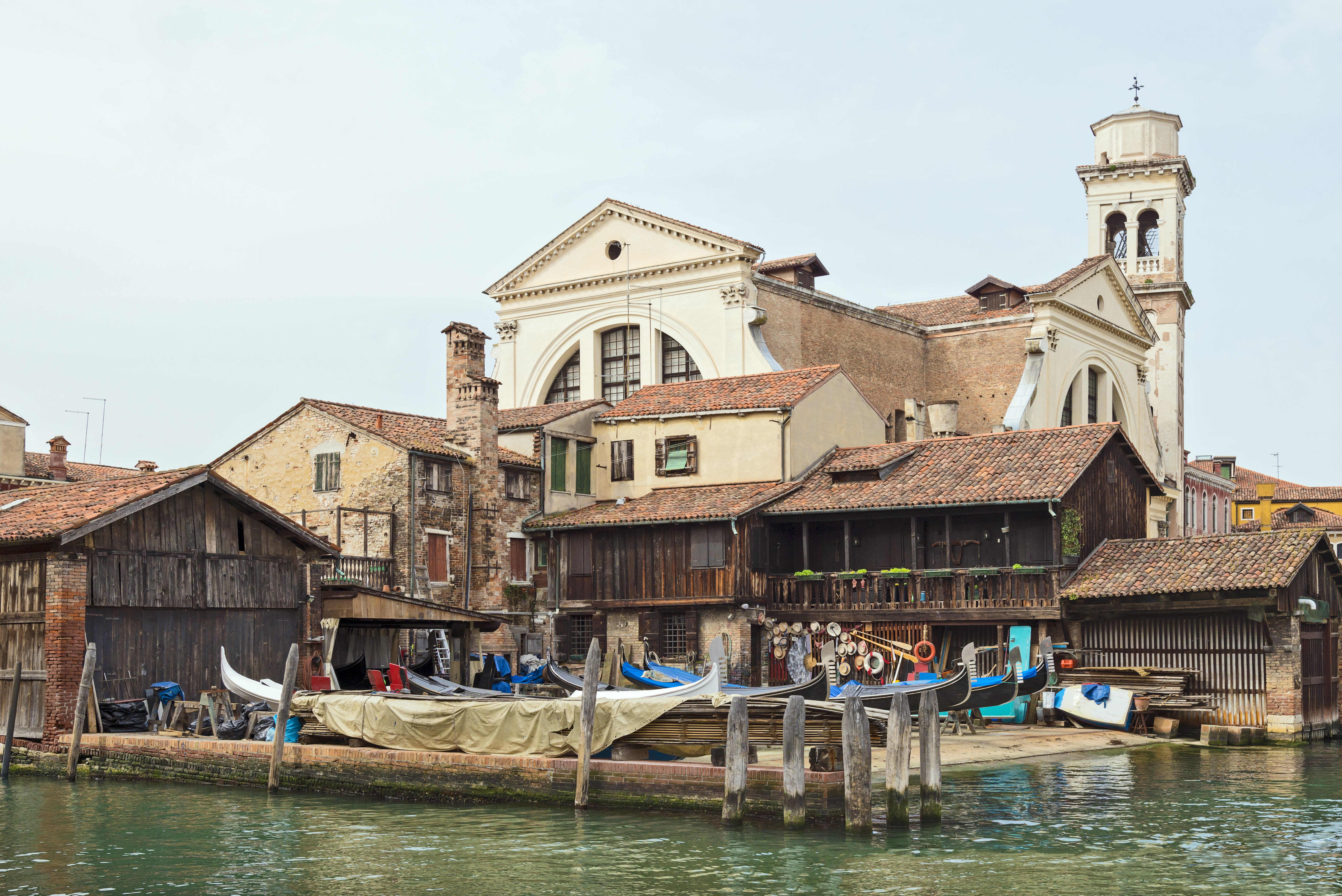
Biserica, squero şi rio San Trovaso

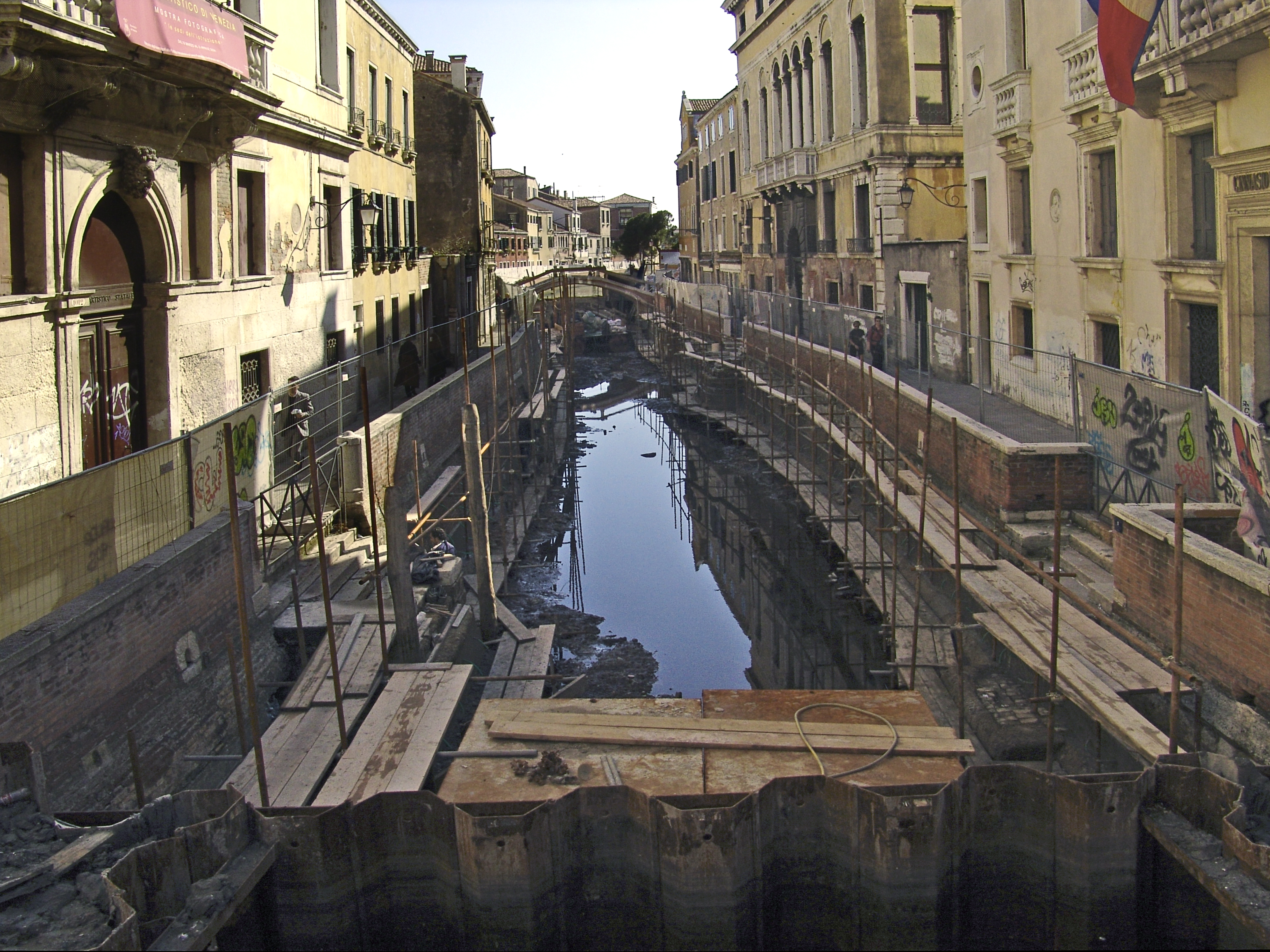
Canalul secat pentru lucrările din 2004

Rio di San Trovaso (canalul Sf. Gervasiu și Protasiu) este un canal din Veneția în sestiere Dorsoduro. 

## Origine
Acest canal este numit după biserica San Trovaso, aflată în apropiere. Numele Trovasio este o contracție vulgarizată a Sfinților Gervasio și Protasio.

## Descriere
Rio di San Trovaso are o lungime de aproximativ 350 de metri. El face legătura între Canalul Giudecca și Canal Grande de la sud la nord.

## Localizare
De la Canal Grande către canalul Giudecca.
- Malul Vestic

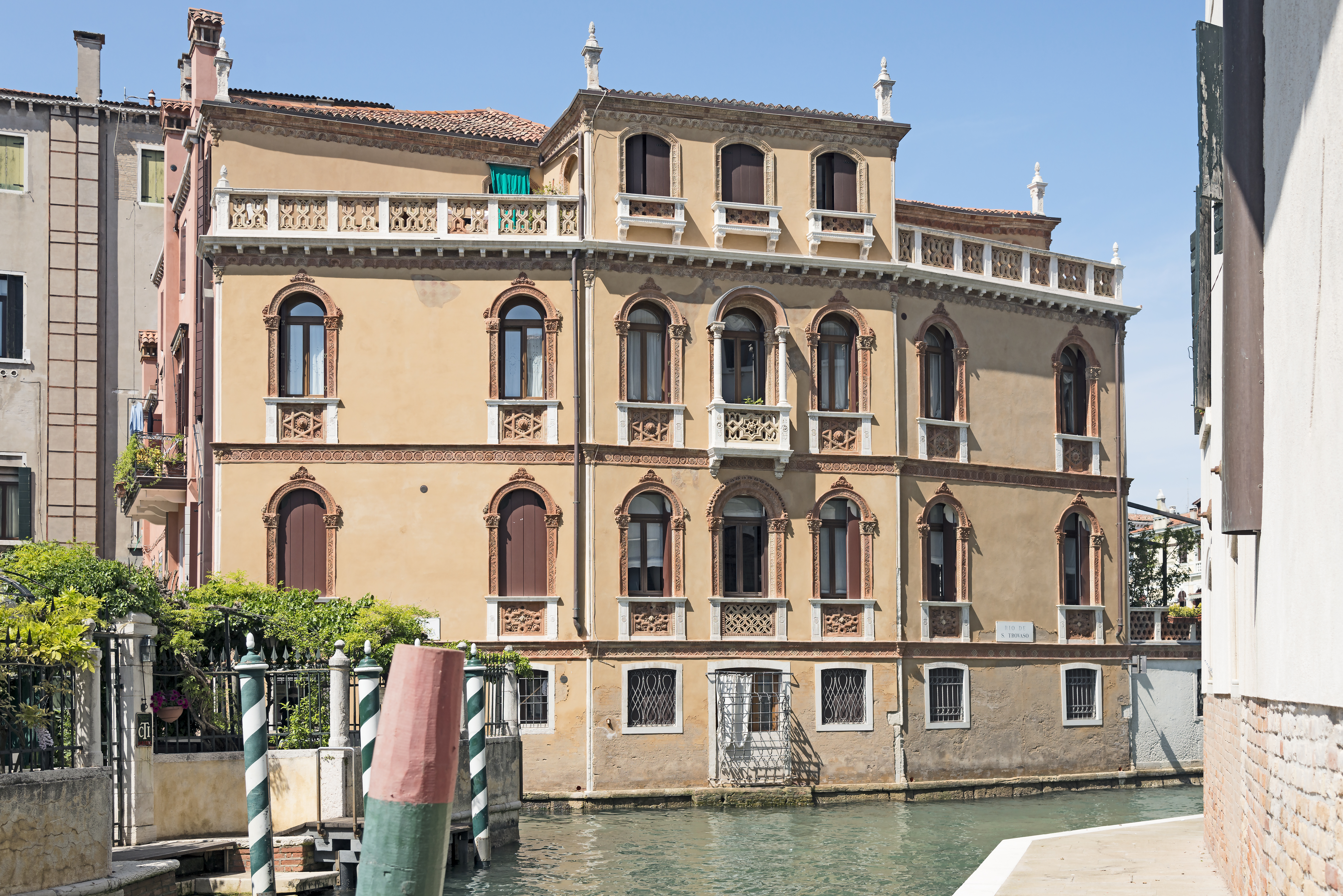
Ca' Mainella
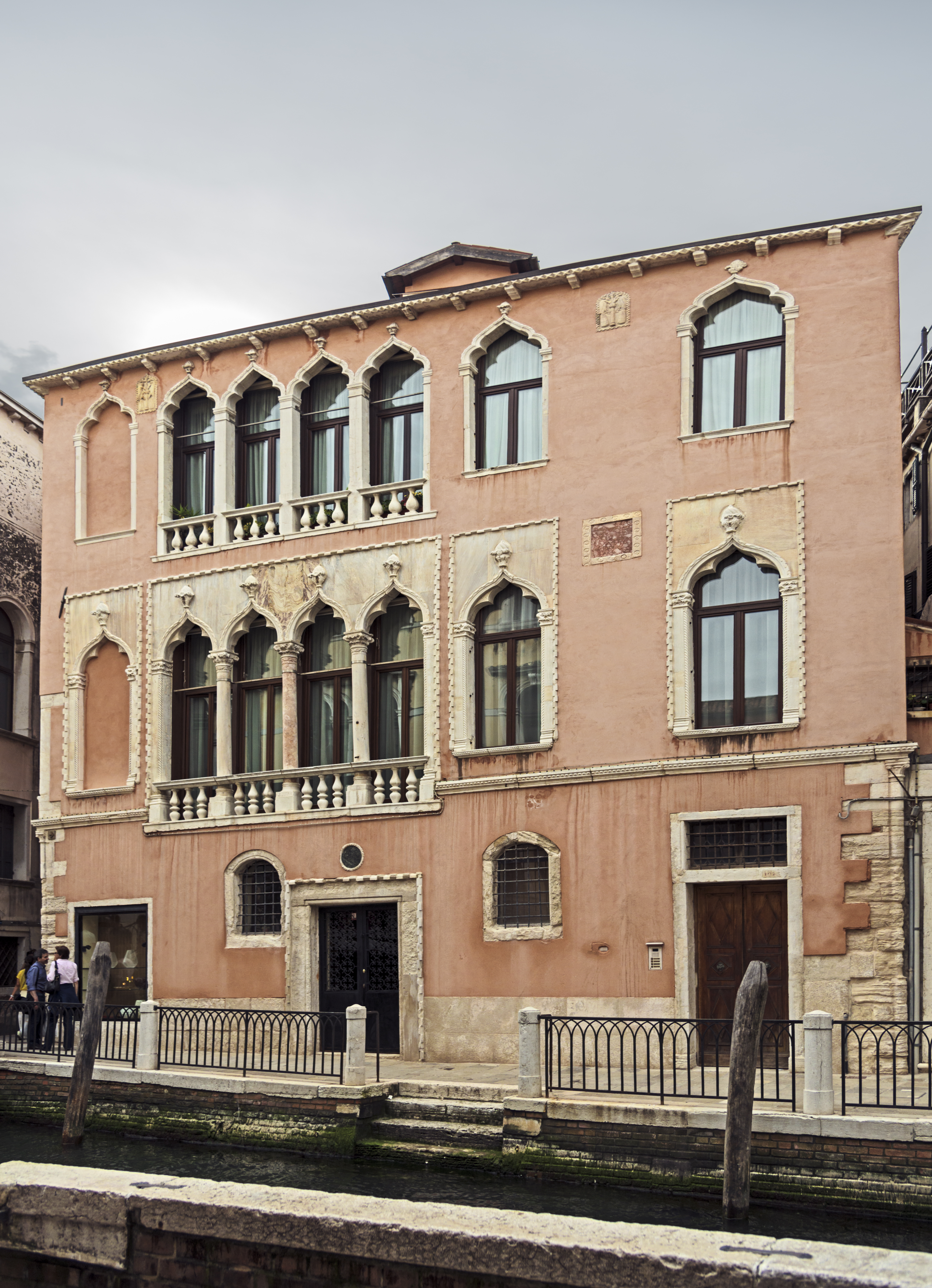
Palatul Maravegia
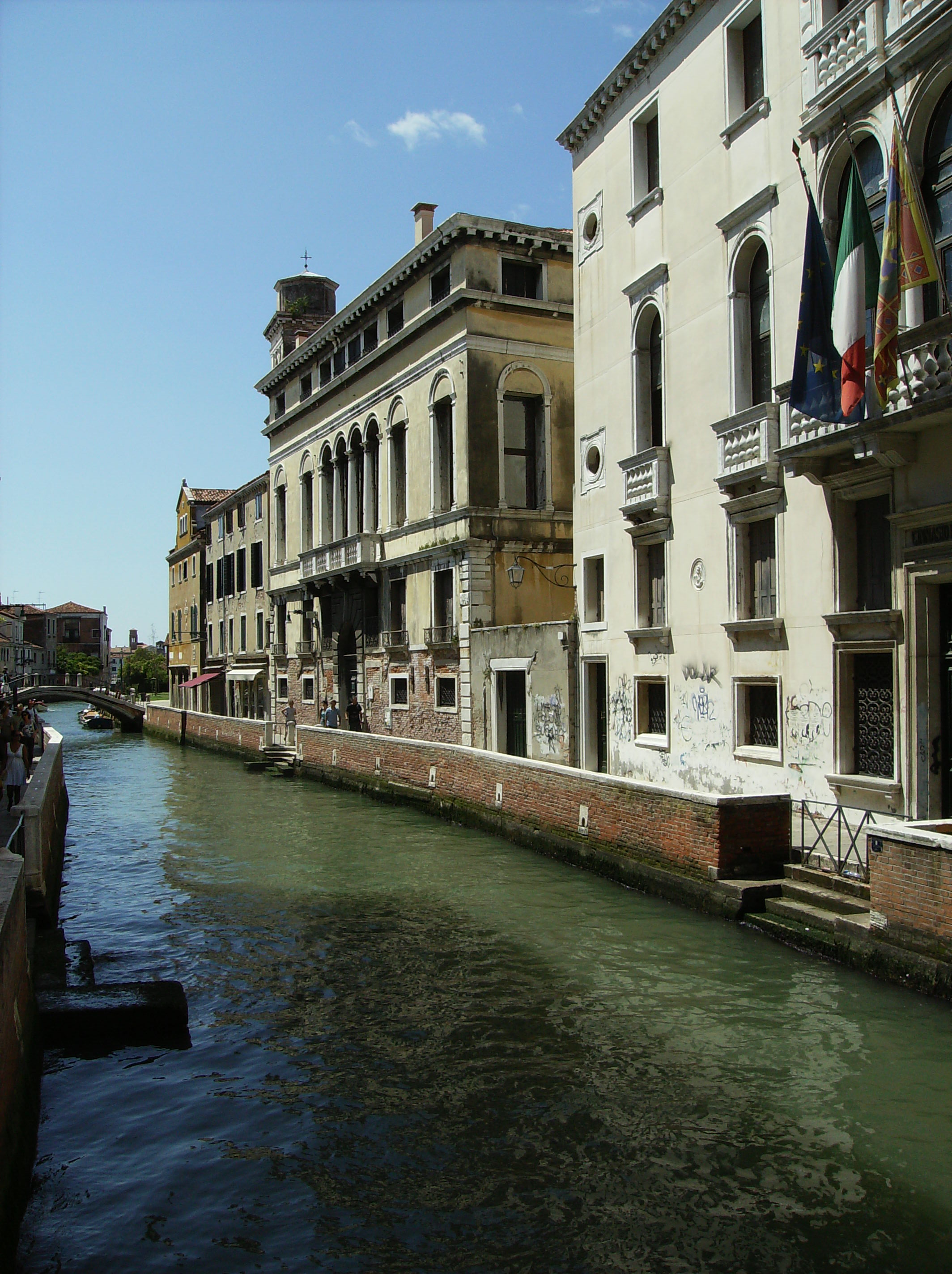
Palatele Bollani şi Brandolin
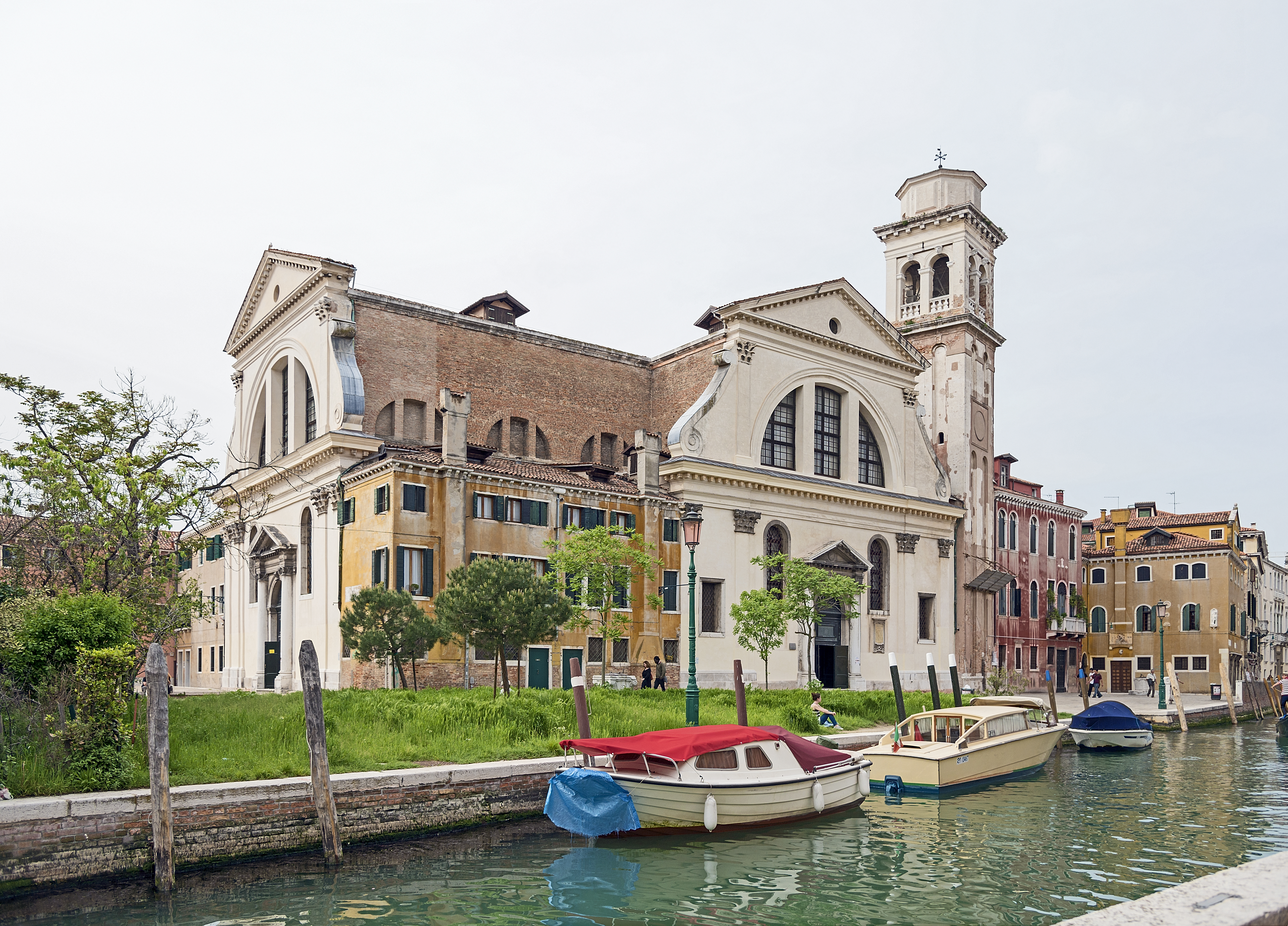
Campo San Trovaso cu biserica omonimă.
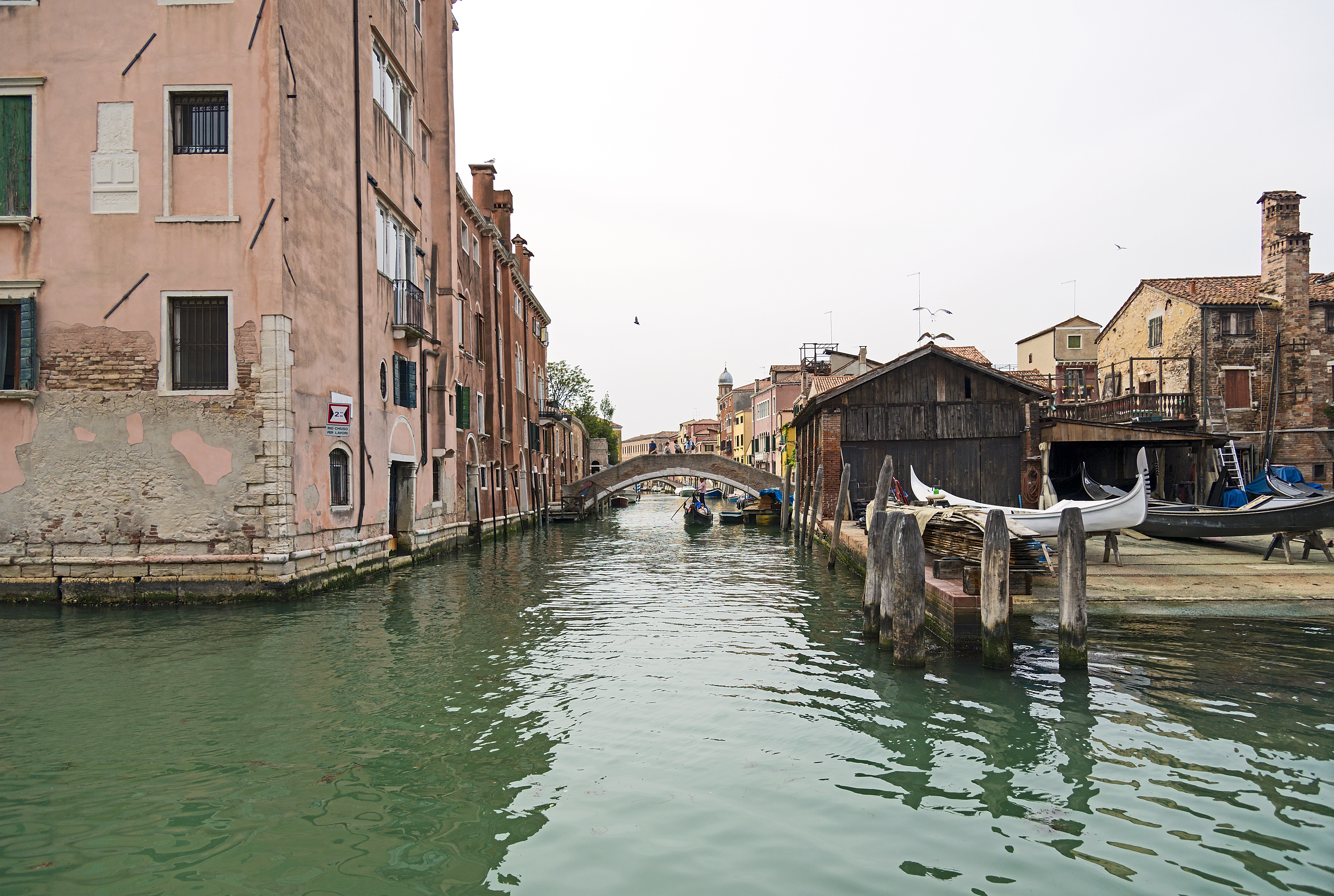
Squèro di S.Trovàso şi Rio dei Ognissanti

Ca' Mainella
Intersecția cu rio de la Toletta
Fondamente Bollani cu palatele Maravegia, Bollani și Marcello Sangiantoffetti.
Campo San Trovaso cu biserica omonimă.
Squèro di S.Trovàso (atelier de construcție de gondole)
Intersecția cu Rio dei Ognissanti.
- Malul Estic

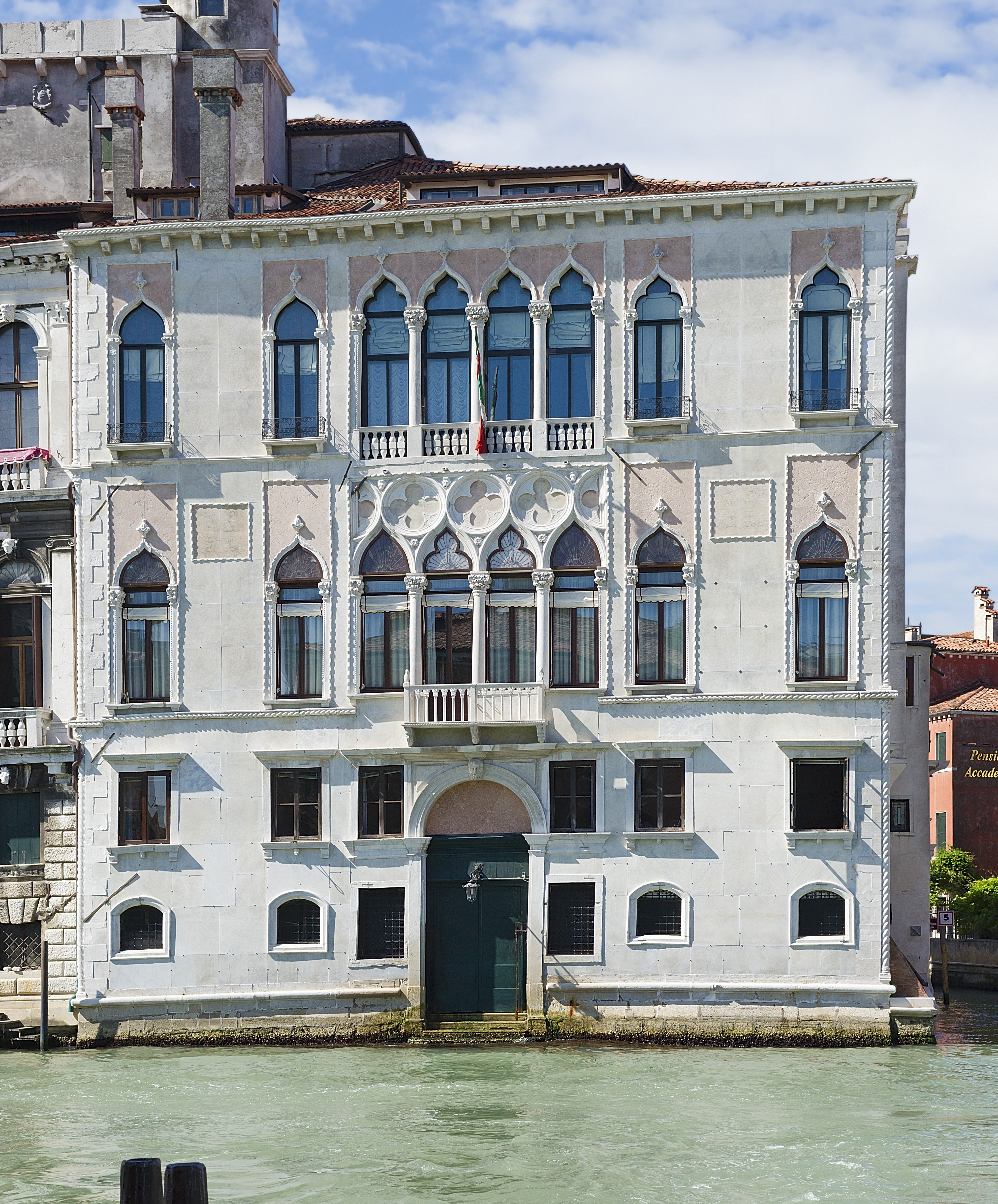
Palatul Contarini de Corfù
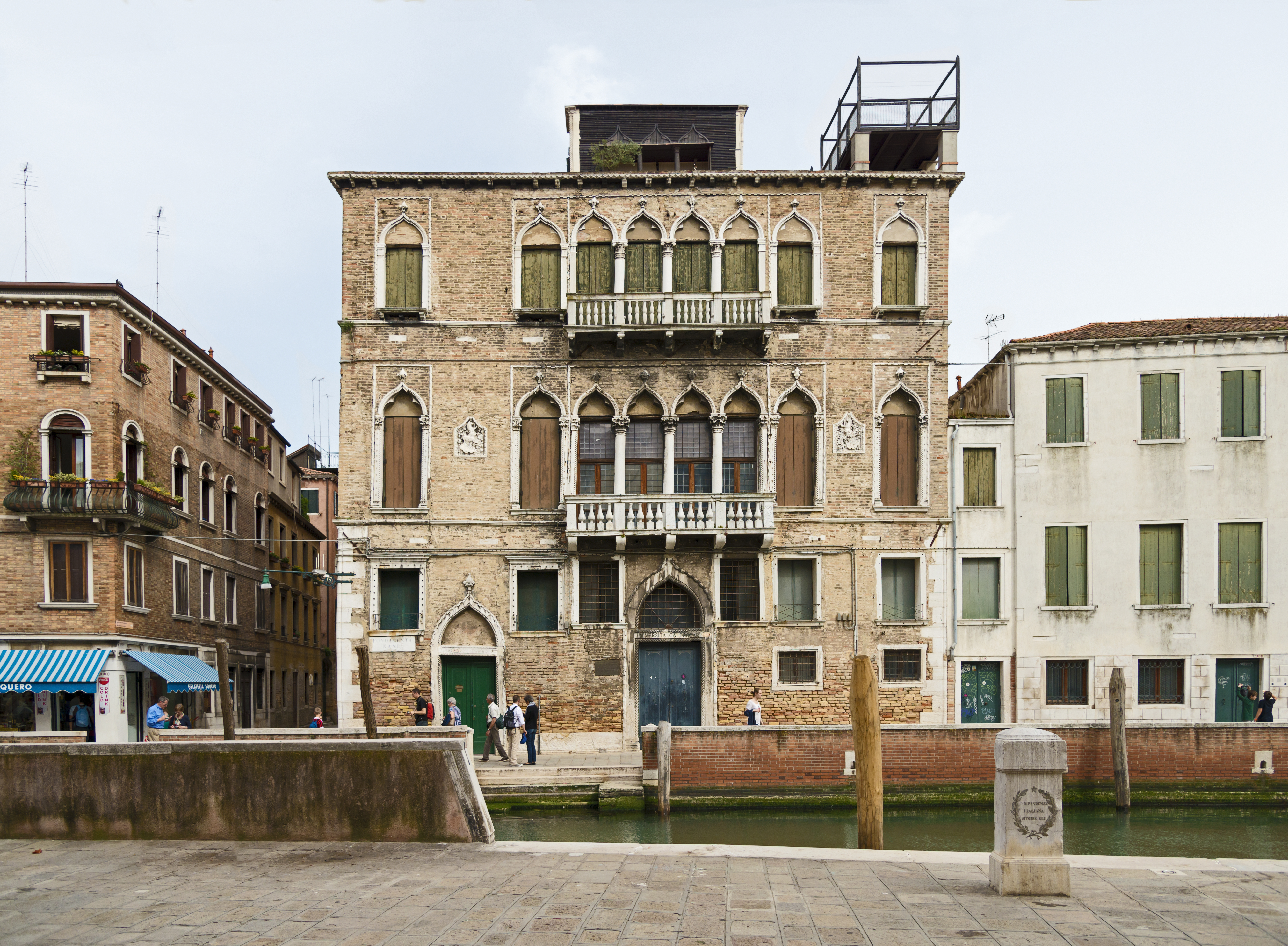
Palazzo Barbarigo Nani

Palatul Contarini de Corfù la Canal Grande
Fondamenta Priuli cu palatele Ca' Giustinian Recanati, Palazzo Guardi, Palazzo Barbarigo Nani
El se varsă în Canalul Giudecca după intersecția cu Zattere.

## Poduri
Canalul este traversat de mai multe poduri (de la nord la sud):
- Ponte de le Maravegie care leagă Saca de la Toleta și Fondamenta Priuli. Maravegie (sau Maraviglia) a fost numele unei familii, din care a provenit un Giovanni, secretar al Senatului;
- Ponte de San Trovaso care leagă Fondamenta Nani și Fondamenta Toffetti;
- Ponte Longo care leagă Fondamenta Zattere ai Gesuati de Fondamenta Zattere al Ponte Longo.

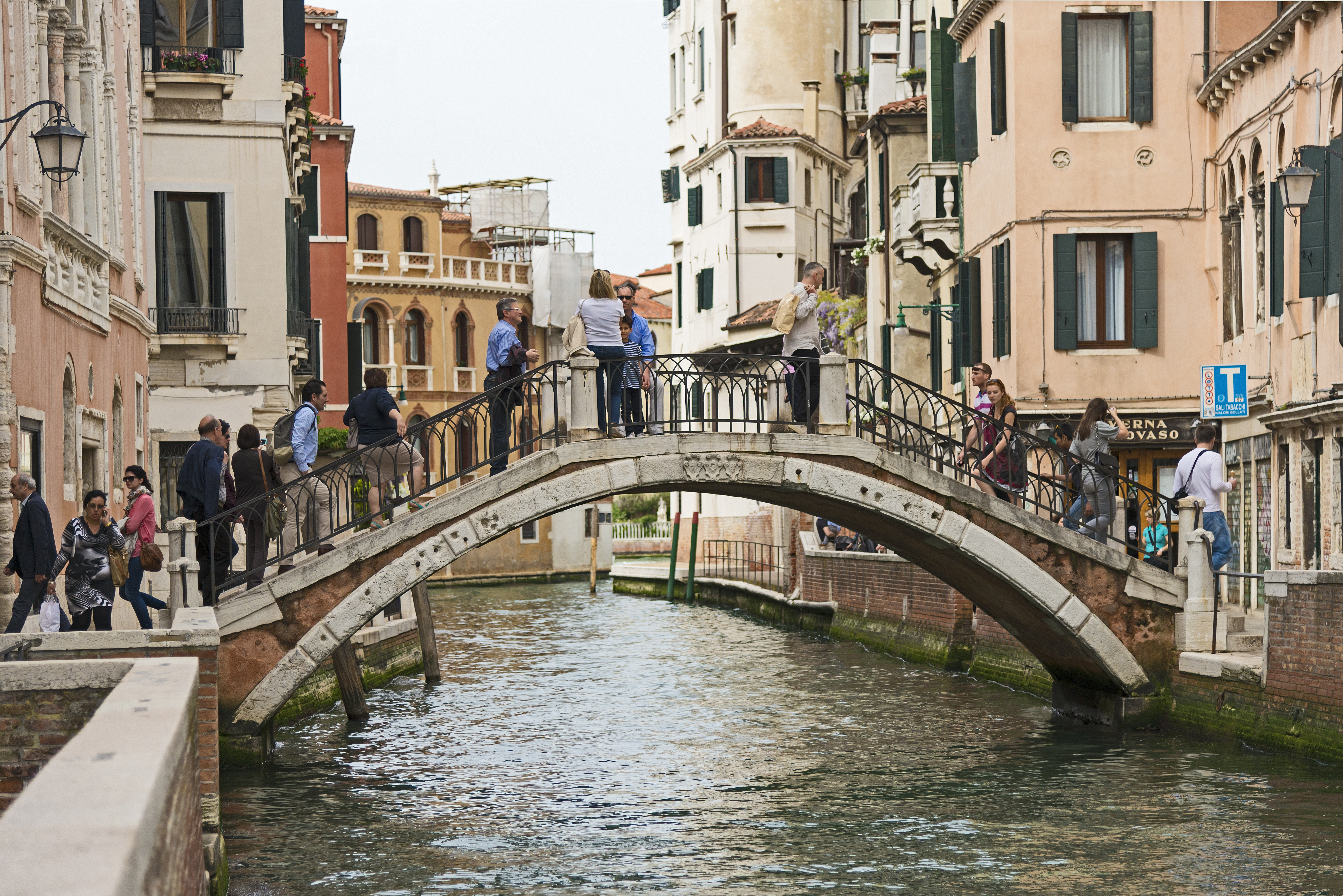
Ponte Maravegia
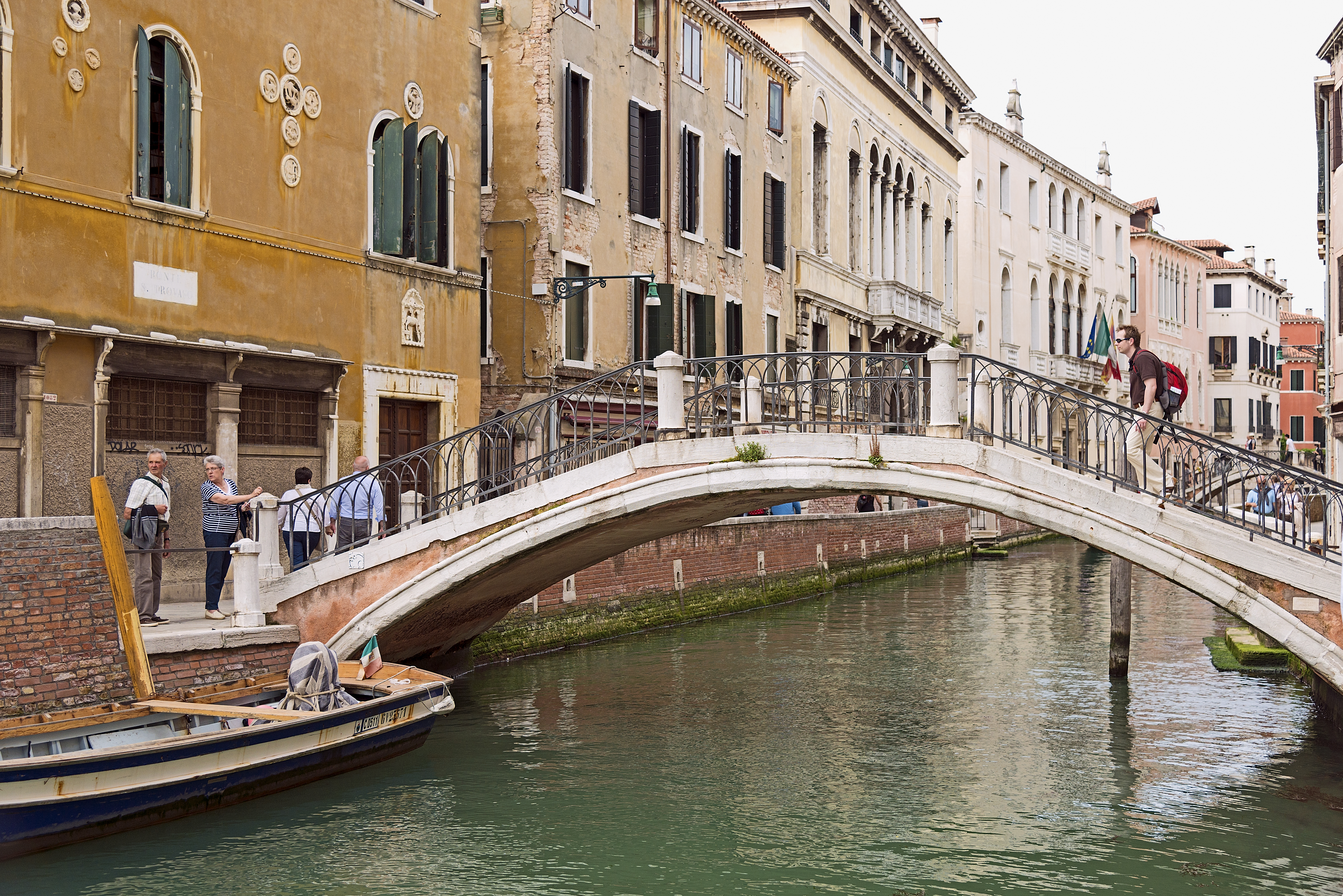
Ponte San Trovaso
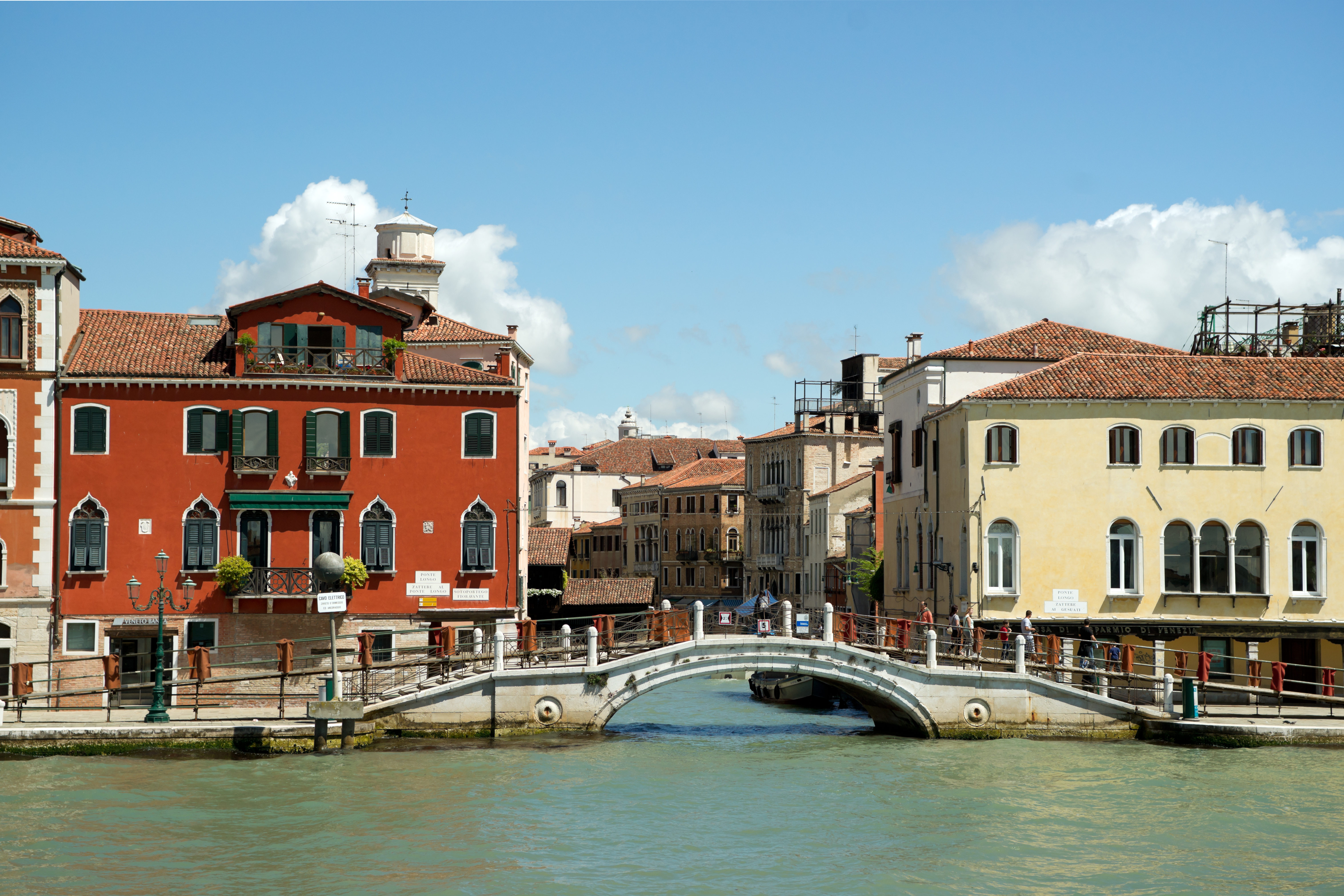
Ponte Longo - deschiderea canalului în canalul Giudecca